# ولزویل (میزوری)
ولزویل (به انگلیسی: Wellsville) یک شهر در ایالات متحده آمریکا است که در شهرستان مونتگومری، میزوری واقع شده‌است. ولزویل ۳٫۹۹ کیلومتر مربع مساحت و ۱٬۲۱۷ نفر جمعیت دارد و ۲۴۹ متر بالاتر از سطح دریا قرار دارد.